# Sardela australijska
Sardela australijska (Engraulis australis) – gatunek morskiej ryby z rodziny sardelowatych (Engraulidae).

## Występowanie
Południowo-zachodni Ocean Spokojny i południowo-wschodni Ocean Indyjski, tj: wzdłuż wschodniego wybrzeża Australii od wyspy Curtis w Queensland do Tasmanii, poprzez wybrzeże południowe kontynentu, z wyjątkiem Wielkiej Zatoki Australijskiej, po Zatokę Rekina po zachodniej stronie, także wokół wysp Lord Howe, Norfolk i nowozelandzkich Wyspy Północnej i południowo-zachodniej Wyspy Południowej.
Na znacznym obszarze swojego zasięgu jest jedyną z sardelowatych. Na północnych krańcach może współwystępować z gatunkami rodzajów Encrasicholina i Stolephorus.

## Środowisko i tryb życia
Pojawia się głównie w strefie nerytycznej, w zatokach i ujściach rzek, także tych słabo zasolonych i słonawych. Na zimę dojrzałe osobniki wypływają w otwarte wody, tworząc tam zwarte ławice dużych rozmiarów i przyciągając większe ryby i ptaki drapieżne, także delfiny. Przede wszystkim wiosną i latem wracają do zatok i ujść rzek, gdzie odbywają tarło. Młode pozostają w strefie przybrzeżnej przez ok. 2-3 lata. Jaja mają kształt elipsoidalny. Sardela ta żywi się planktonem, zarówno roślinnym, jak i zwierzęcym.

## Morfologia
Długość maksymalna – 15 cm, średnia 8–12 cm. Płetwa grzbietowa składająca się z 13–18 (13–16) promieni miękkich, płetwa odbytowa z 17–19 (16–19). Kręgosłup tworzy 40–48 kręgów. Ciało pokryte stosunkowo dużymi łuskami, po 35–40 wzdłuż boku. Pyszczek o tępym zakończeniu, z dużym otworem jamy gębowej i szczęką górną dłuższą od dolnej.

## Znaczenie gospodarcze
W przemyśle spożywczym – do produkcji przetworów rybnych, m.in. past. Wykorzystywana także do wyboru mączki rybnej.